# Svartbrun blåslav
Svartbrun blåslav (Brodoa atrofusca) är en lavart som först beskrevs av Schaer., och fick sitt nu gällande namn av Goward. Svartbrun blåslav ingår i släktet Brodoa och familjen Parmeliaceae.  Arten är reproducerande i Sverige. Inga underarter finns listade i Catalogue of Life.